# Fukuchiyama

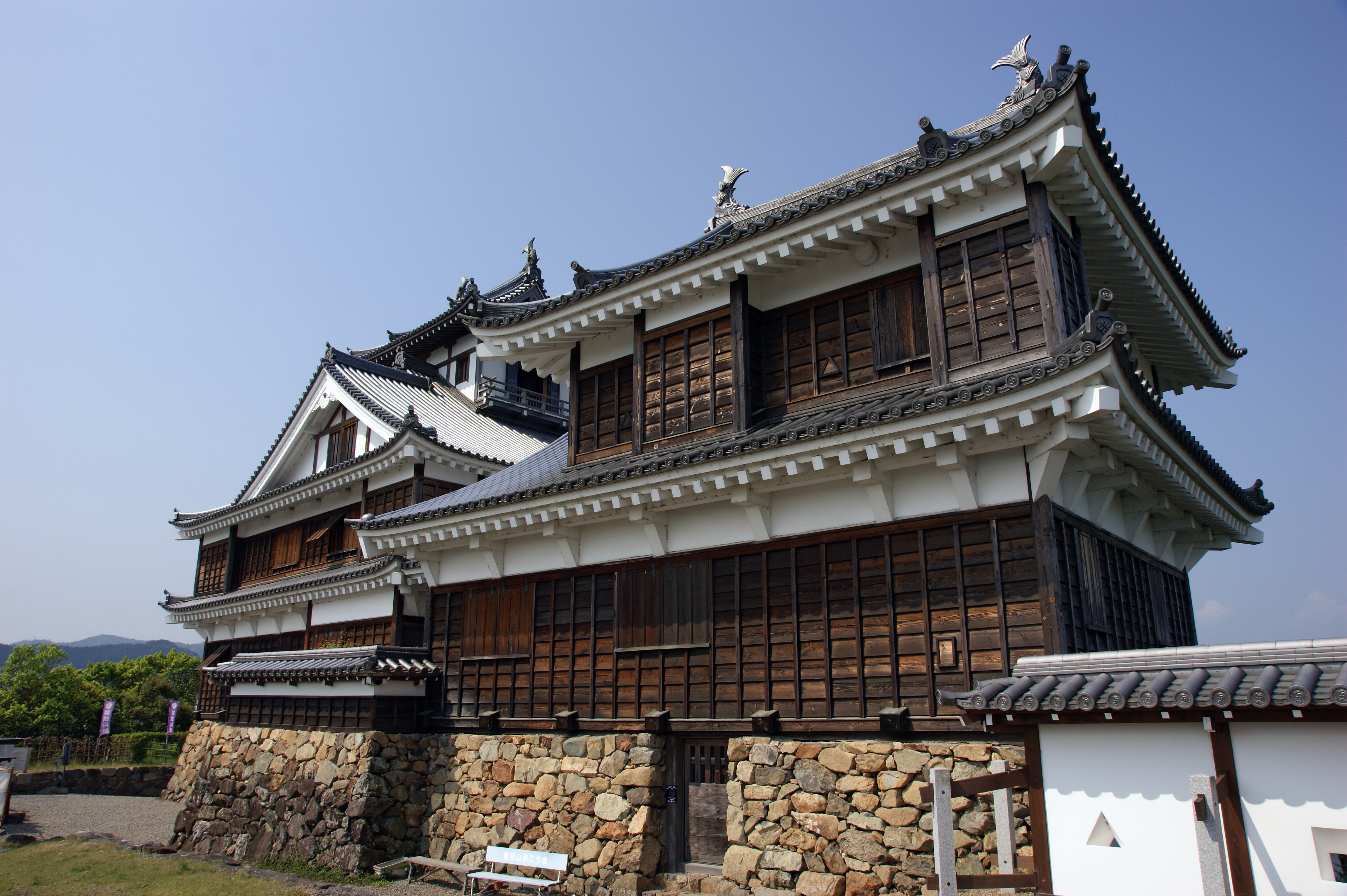
Castelul Fukuchiyama

Fukuchiyama (福知山市 Fukuchiyama-shi?) este un municipiu din Japonia, prefectura Kyoto.

## Legături externe
1. ↑  福知山市統計書 > 1土地・気象 (PDF) (în japoneză), arhivat din original la |archive-url= necesită |archive-date= (ajutor)